# ジスラン・ルメール
ジスラン・ルメール（Ghislain Lemaire、1972年8月7日- ）はフランスのリュール出身の柔道選手。階級は100kg級。身長190cm。

## 人物
1992年の世界ジュニア86kg級では3位となった。その後、1995年に階級を95kg級に上げると、1997年に地元フランスのパリで開催された世界選手権では3位となった。2000年のシドニーオリンピック100kg級には国内予選でステファン・トレノーに敗れて出場できなかった。2001年の世界選手権では準決勝で井上康生に背負投で敗れるなどして5位にとどまった。2003年の世界選手権では決勝まで進むも、井上に払巻込で敗れた。翌年のアテネオリンピックでは準々決勝で敗れて7位に終わった。

## 主な戦績
86kg級での戦績
- 1992年 - 世界ジュニア　3位
- 1993年 - ヨーロッパジュニア　2位
- 1993年 - オランダ国際　優勝
- 1995年 - ポーランド国際　3位

95kg級での戦績
- 1996年 - ドイツ国際　3位
- 1996年 - イギリス国際　2位
- 1996年 - ヨーロッパ選手権　3位
- 1996年 - 嘉納杯　3位
- 1997年 - ドイツ国際　3位
- 1997年 - ヨーロッパ選手権　2位
- 1997年 - 世界選手権　3位

100kg級での戦績
- 1998年 - フランス国際　2位
- 1998年 - ワールドカップ団体戦　3位
- 1999年 - 嘉納杯　5位
- 1999年 - フランス国際　3位
- 2000年 - グルジア国際　2位
- 2001年 - フランス国際　5位
- 2001年 - ヨーロッパ選手権　2位
- 2001年 - 世界選手権　5位
- 2002年 - 日本国際柔道大会　3位
- 2002年 - ワールドカップ団体戦　3位
- 2003年 - フランス国際　2位
- 2003年 - 世界選手権　2位
- 2004年 - フランス国際　3位
- 2004年 - ヨーロッパ選手権　3位
- 2004年 - アテネオリンピック　7位
- 2005年 - 地中海競技大会　優勝
- 2006年 - ロシア国際　5位
- 2006年 - ワールドカップ団体戦　3位